# Clément Leemans
Clément Leemans (* 27. September 1941 in Hingene) ist ein ehemaliger belgischer Radrennfahrer und nationaler Meister im Radsport.

## Sportliche Laufbahn
Leemans war im Straßenradsport, im Bahnradsport und im Querfeldeinrennen (heutige Bezeichnung Cyclocross) aktiv. Von 1958 bis 1962 war er Unabhängiger und Berufsfahrer. 1956 gewann er die nationale Meisterschaft im Zweier-Mannschaftsfahren der Amateure mit Leo Proost als Partner. 1954, 1955 und 1957 wurde er Vizemeister im Sprint, 1958 Dritter der Meisterschaft bei den Profis. Auf der Straße und im Querfeldeinrennen hatte er keine Erfolge.